# Colacogloea
Colacogloea Oberw. & Bandoni (płaskolepnica) – rodzaj grzybów z klasyMicrobotryomycetes.

## Systematyka i nazewnictwo
Pozycja w klasyfikacji: Colacogloeaceae, Incertae sedis, Incertae sedis, Microbotryomycetes, Pucciniomycotina, Basidiomycota, Fungi (według Index Fungorum).
Polską nazwę nadał Władysław Wojewoda w 2003 r.
Niektóre gatunki:
- Colacogloea aletridis Q.M. Wang, F.Y. Bai & A.H. Li 2020
- Colacogloea allantospora Ginns & Bandoni 2002
- Colacogloea bispora (Hauerslev) Oberw. & R. Bauer 1999
- Colacogloea cycloclastica (Thanh, M.S. Smit, Moleleki & Fell) Q.M. Wang, F.Y. Bai, M. Groenew. & Boekhout 2015
- Colacogloea effusa (J. Schröt.) Malysheva, Schoutteten & Spirin 2021 – tzw. płaskolepek rozpostarty
- Colacogloea papilionacea R. Kirschner & Oberw. 1999
- Colacogloea peniophorae (Bourdot & Galzin) Oberw., R. Bauer & Bandoni 1991 – płaskolepnica powłocznicowa

Nazwy naukowe na podstawie Index Fungorum. Nazwy polskie według Władysława Wojewody.